# Tony Abrahams
Tony Abrahams (ur. 28 marca 1944 w Sydney) – australijski rugbysta grający na pozycji wspieracza, reprezentant kraju, prawnik, działacz antyapartheidowy.
Studiował prawo w St Paul’s College uniwersytetu w Sydney.
Został wybrany do stanowej drużyny Nowej Południowej Walii, w której rozegrał dziesięć spotkań. W barwach Sydney Uni Football Club wystąpił zaś 120 razy i to z tego klubu został po raz pierwszy powołany do australijskiej kadry. Wziął udział w dwóch testmeczach Bledisloe Cup z Nową Zelandią w latach 1967 i 1968, zagrał również przeciw Walijczykom w czerwcu 1969 roku.
Miesiąc później został powołany na tournée Wallabies do RPA, rozważał jednak udział w nim ze względu na panujący w tym kraju apartheid. Za namową prawników i działaczy praw człowieka, w tym Charlesa Perkinsa, udał się zatem do Republiki Południowej Afryki, aby samemu przekonać się o warunkach panujących w tym kraju. Spotykał się wówczas z miejscowymi przeciwnikami apartheidu, wśród których byli m.in. Laurence Gandar, Helen Suzman oraz działaczki ruchu Black Sash. Gdy australijska reprezentacja opuściła RPA, Abrahams za zgodą kierownictwa zespołu pozostał w południowej Afryce przemieszczając się autostopem, będąc wówczas pod nadzorem miejscowej policji. Wyjechawszy z Afryki zaangażował się w ruch antyapartheidowy, zarówno we Francji, jak i Australii. Pod koniec 1969 roku wystosował do The Sydney Morning Herald list wzywający do zerwania sportowych kontaktów z RPA do czasu zlikwidowania w tym kraju segregacji rasowej, popierając następnie rodzący się ruch antyapartheidowy w Australii kolejnymi otwartymi listami do prasy. Gdy dwa lata później Springboks zaplanowali tournée po Australii, zawodnik oznajmił, iż nawet w przypadku powołania nie wystąpi w meczach przeciwko wybranej ze względu na rasę reprezentacji RPA, a taki sam protest wraz z nim ogłosiło sześciu innych ówczesnych reprezentantów Australii – Barry McDonald, Jim Roxburgh, Bruce Taafe, Terry Forman, Paul Darveniza i Jim Boyce, przez co uznani zostali wówczas za hańbę narodu. Wizyta południowoafrykańskich rugbystów wywołała masowe demonstracje, strajki związków zawodowych oraz wprowadzenie stanu wyjątkowego w Queensland. W roku następnym nowo wybrany premier Australii, Gough Whitlam, wprowadził zatem zakaz kontaktów sportowych z RPA. Wydarzenia te opisano w filmie dokumentalnym Political Football wyemitowanym po raz pierwszy przez Australian Broadcasting Corporation w 2005 roku.
Po wyjeździe z Afryki pracował w londyńskiej kancelarii Clifford Turner, we Francji spędził zaś 24 lata, prócz pracy zawodowej grając w rugby w klubie Racing Club de France. Przebywał następnie w Arabii Saudyjskiej i Singapurze, po powrocie do Australii założył natomiast firmę prawniczą.